# دکستر (فصل ۶)
جویی کویین
فصل ششم دکستر در ۲ اکتبر ۲۰۱۱ آغاز شد و شامل ۱۲ قسمت بود. تمرکز این فصل بر روی تحقیقات دکستر و اداره پلیس میامی بر روی مجموعه قتل‌هایی آیینی و عجیب با نمادگرایی آشکار مذهبی و مرتبط با آخرالزمان است. در ۱۸ نوامبر ۲۰۱۱ اعلام شد که پخش دکستر برای دو فصل دیگر تمدید شده است.

## بازیگران

### بازیگران اصلی
- مایکل سی هال در نقش دکستر مورگان
- جنیفر کارپنتر در نقش دبرا مورگان
- دزمند هرینگتون در نقش جویی کویین
- سی اس لی در نقش وینس ماسوکا
- لورین ولز در نقش ماریا لاگوئرتا
- دیوید زایاس در نقش انجل باتیستا
- جیمز رمار در نقش هری مورگان

### بازیگران مهمان ویژه
- کالین هنکس در نقش تراویس مارشال
- ادوارد جیمز آلموس در نقش پروفسور جیمز گلر
- مس دف در نقش برادر سم

### بازیگران متناوب
- ایمی گارسیا در نقش جیمی باتیستا
- بیلی براون در نقش مایک اندرسن
- جاش کوک در نقش لویی گرین
- ریا کایهلستد در نقش دکتر میشل راس
- جف پیرسون در نقش تام متیو
- کریستیان کامارگو در نقش برایان موزر
- براندو ایتون در نقش جونا میچل

### بازیگران مهمان
- کریستن میلر در نقش تریشا بلینگز